# Panié
Pour les articles ayant des titres homophones, voir Pagnier, Panier et Pannier.
Les Panié sont une tribu de Nouvelle-Calédonie dans le Nord-Ouest de l'île, vers Hienghène.

## Description
Le 29 mai 1881 Gustave Kanappe prend contact avec le chef Panié Douï.